# Кампания за ядерное разоружение
Кампания за ядерное разоружение (англ. Campaign for Nuclear Disarmament, CND) — организация, пропагандирующая одностороннее ядерное разоружение Соединённого Королевства (например, на современном этапе — отказ от перевооружения ракет «Трайдент»), а также международное ядерное разоружение и более жёсткое регулирование вооружений в мире путём соглашений, таких как Договор о нераспространении ядерного оружия.
Организация выступает против военных действий, которые могут привести к использованию ядерного, химического или биологического оружия и строительства АЭС на территории Королевства.
CND была основана в 1957 году и с тех пор неоднократно выходит на первые позиции пацифистского движения Британии. С 1958 года Кампания организует Олдермастонский поход, проводящийся в Пасхальную неделю от Трафальгарской площади до Олдермастона.
Разочарование, которое было вызвано отсутствием положительных результатов этой борьбы, привело к созданию в 1960 году, более воинственной группировки, придерживавшейся тактики гражданского неповиновения, — «Комитет 100». Комитет принимал участие в организации маршей протеста, во время которых часто происходили столкновения с полицией.
Первым председателем CND был англиканский священник Джон Коллинз, а первым президентом — философ Бертран Рассел. Ныне председателем CND является Кейт Хадсон (Kate Hudson). В Кампании участвовало большее количество лейбористов, коммунистов, троцкистов, левых либералов и христианских пацифистов.

## Интересные факты
Символом движения стало совмещенное изображение знаков семафорной азбуки «n» и «d» (от «nuclear disarmament») в круге, позднее принятое как свой символ движением хиппи по всему миру. Многие ошибочно считают это изображение следом лапки голубя мира.